# فیروزپور (بخش)
فیروزپور (به انگلیسی: Firozpur Cantonment) یک منطقهٔ مسکونی در هند است که در بخش فیروزپور واقع شده‌است. فیروزپور ۵۷٬۴۱۸ نفر جمعیت دارد.